# Piedra trilladora

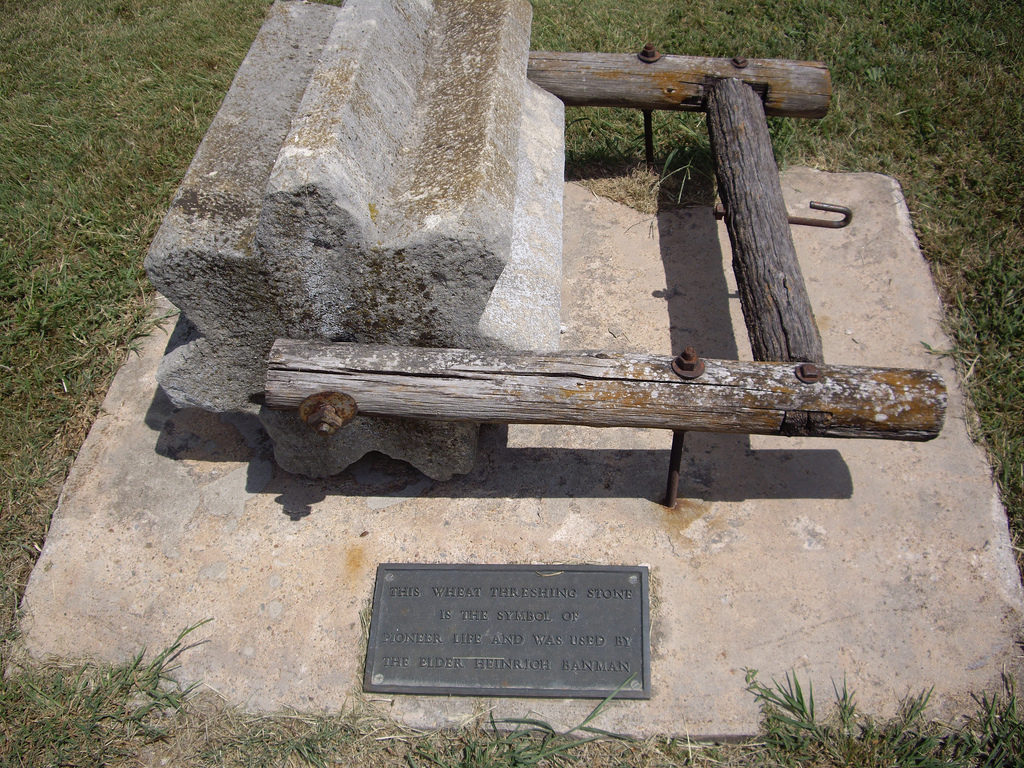
Piedra trilladora cerca de Goessel, Kansas, en la Iglesia Menonita Alexanderwohl. (2010)

Una piedra trilladora es una herramienta parecida a un rodillo que se utilizaba para desgranar el trigo. Al igual que las tablas de trillar, la piedra era tirada por caballos sobre un montón circular de trigo cosechado en una superficie de tierra endurecida (era), y el rodillo arrancaba el grano de la espiga. Se retiraba la paja del montón y se recogía el grano y la paja que quedaban. Mediante un proceso llamado aventado o criba, el grano se lanzaba al aire para que la paja y la suciedad se desprendieran, dejando sólo el grano.

## Historia

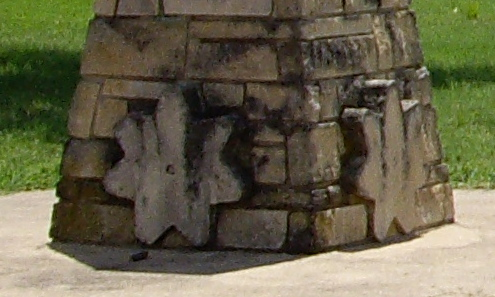
Secciones transversales de una piedra trilladora en un monumento en Peabody, Kansas. (2010)

Existen pruebas del uso de piedras trilladoras en distintas formas desde la época romana, pero con el tiempo se convirtió en el método de trillar el grano de los agricultores menonitas de Molotschna, en Ucrania, entre 1840 y 1900 aproximadamente. El trillo se convirtió en el método preferido para arrancar el grano de la espiga porque requería menos mano de obra que el uso del tradicional mayal de trilla.
En la década de 1870, aproximadamente un tercio de todos los menonitas rusos emigraron a las Grandes Llanuras de Norteamérica. Los inmigrantes del centro de Kansas trajeron consigo la tecnología de los trillos y contrataron a canteros de la zona de Florence (Kansas) para construir piedras de caliza.
El uso de piedras trilladoras desapareció rápidamente al ser sustituidas por formas mecanizadas de trillar, especialmente por máquinas trilladoras, y finalmente todos los agricultores dejaron de utilizarlas entre 1900 y 1905.

## Descripción física
El trillo es una piedra cilíndrica con dientes tallados. Las piedras fabricadas en Kansas medían aproximadamente entre 29 y 30 pulgadas de largo, entre 23 y 24 pulgadas de diámetro, tenían 7 muescas (y rara vez 8) que se asemejaban a dientes de engranajes, estaban hechas de piedra caliza y pesaban entre 600 y 800 libras. Algunas piedras más pequeñas pueden pesar menos de 400 libras.

## Ubicaciones

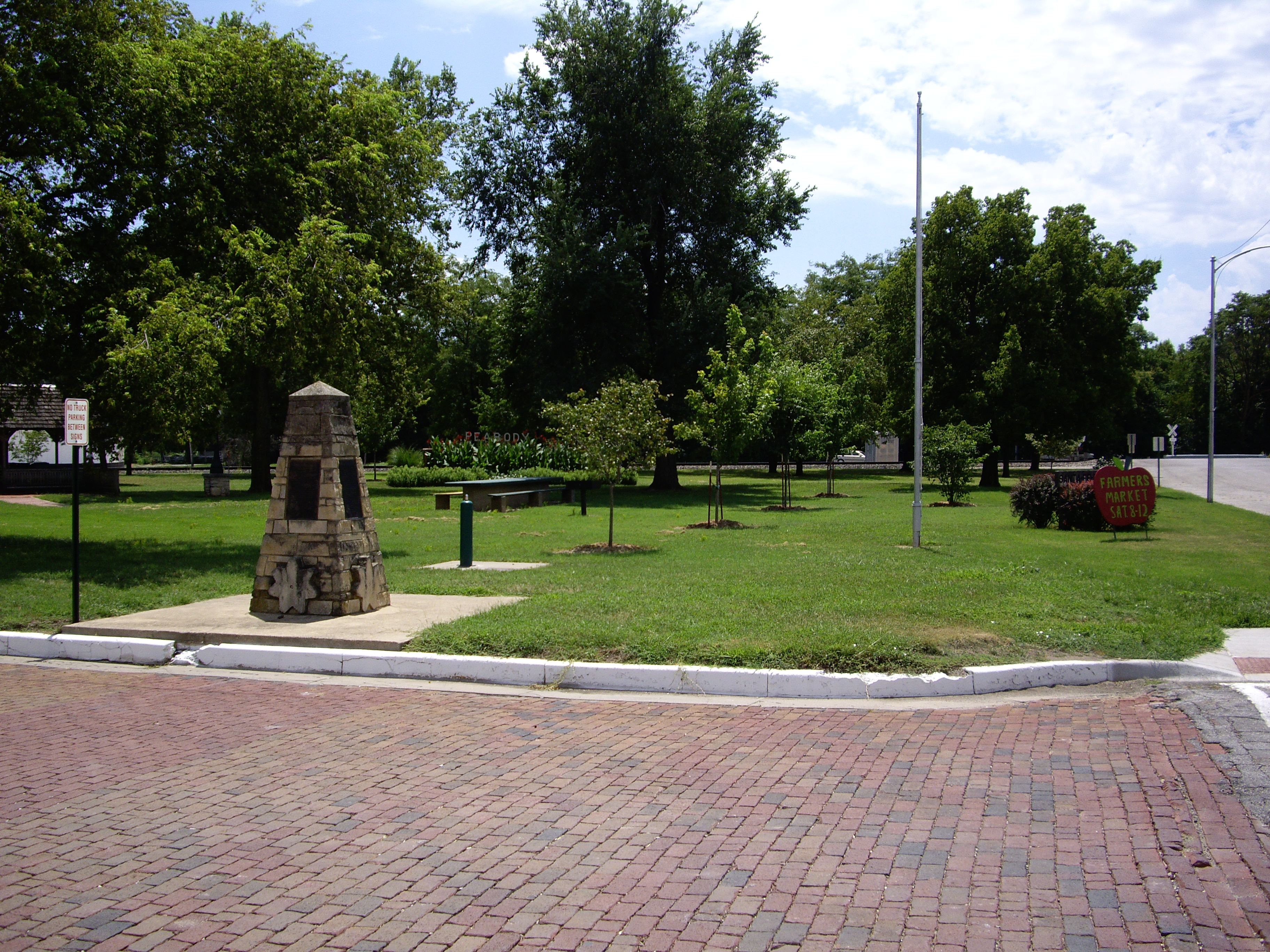
Monumento Conmemorativo del Centenario Menonita de 1974 en el Parque Santa Fe de Peabody, Kansas. Una piedra de trillar fue cortada y colocada en 4 lados de este monumento. (2010)

En 2011, se han localizado más de 90 piedras trilladoras. Numerosas piedras en Kansas se encuentran en residencias privadas como artefactos históricos de la familia. A continuación se muestra una lista de lugares donde las piedras de trilla pueden ser vistos por el público.
Museos:

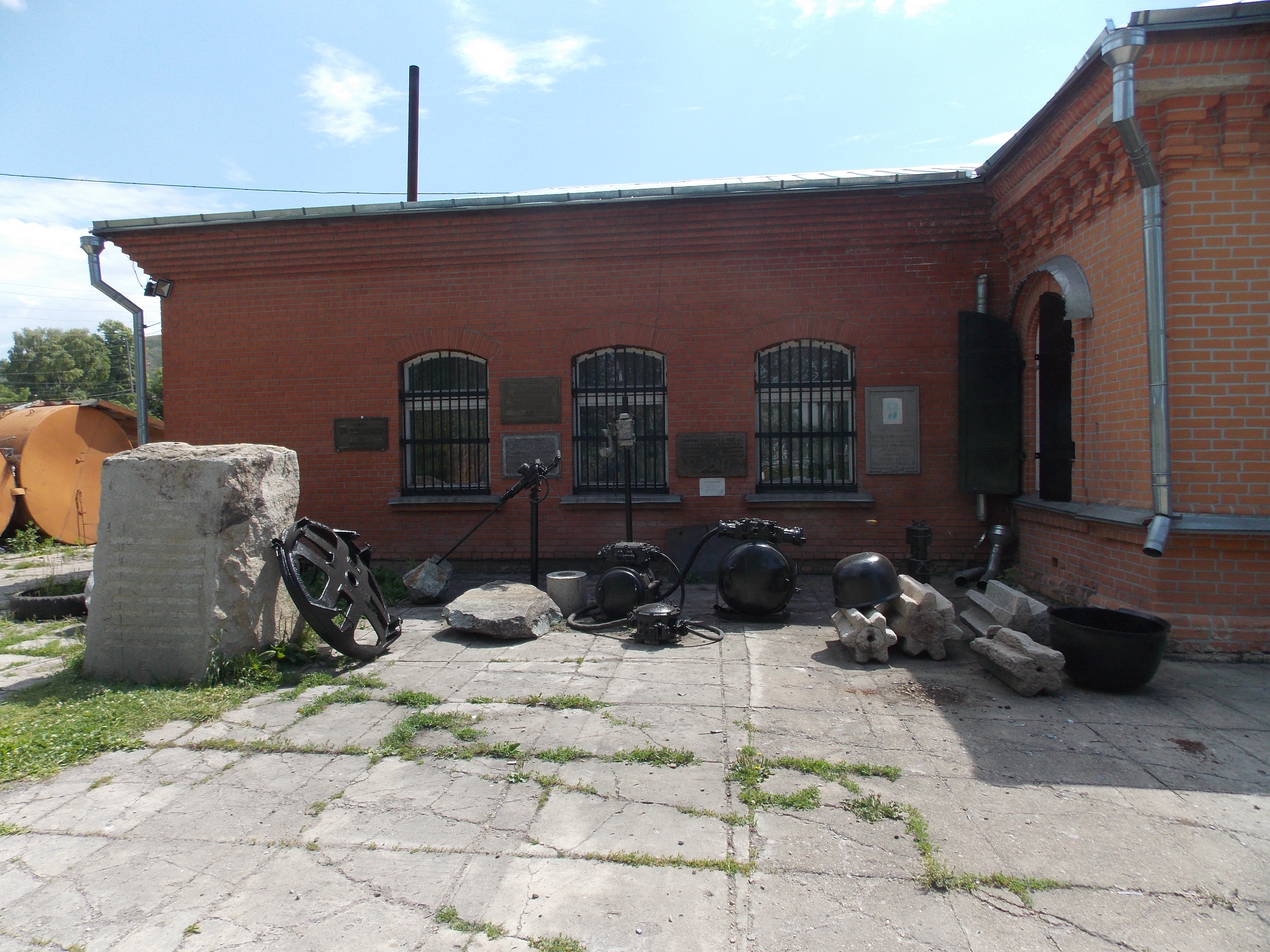
Parte de la exposición en el Museo de Minería de Zmeinogorsk (Rusia), incluidas cuatro piedras de trillar a la derecha.

- 4 en el Museo de Minería en Zmeinogorsk (Rusia).
- 3 en el Museo de Agricultura y Patrimonio Menonita en Goessel, Kansas.
- 3 en el Museo del Asentamiento Menonita en Hillsboro, Kansas.
- 2 en el Museo Kauffman en Bethel College en North Newton, Kansas.
- 2 en el Museo Inman en Inman, Kansas.[9]
- 2 en el Mennonite Heritage Village en Steinbach, Manitoba, Canadá.
- 1 en el Museo del Patrimonio de Halstead en Halstead, Kansas.
- 1 en el Museo McPherson en McPherson, Kansas.
- 1 en el Museo de Historia de Kansas en Topeka, Kansas.
- 1 en la Sociedad Histórica Americana de Alemanes de Rusia en Lincoln, Nebraska.

Varios:
- 4 en la escuela secundaria Buhler en Buhler, Kansas.
- 2 en el edificio administrativo y librería del Bethel College en North Newton, Kansas.
- 1 en la Iglesia Menonita Alexanderwohl cerca de Goessel, Kansas.
- 1 en el Monumento Conmemorativo del Centenario Menonita en Peabody, Kansas.

## Otros usos
El Thresher es la mascota oficial del Bethel College de North Newton, Kansas, y debe su nombre a la piedra de trillar.

## Para saber más
- Leave No Threshing Stone Unturned; Glen Ediger; 192 pages; 2012; ISBN 978-0615682013.